# John Ferguson McLennan
John Ferguson McLennan (1827–1881) - szkocki etnolog i prawnik. Prowadził badania dotyczące ewolucji instytucji rodziny i małżeństwa. Rozwijał teorię matriarchatu. Przedstawiciel ewolucjonizmu kulturowego. 